# Ковалевський Іраклій Едуардович
Іра́клій Едуа́рдович Ковале́вський (нар. 29 вересня 1992, Донецьк, Україна — пом. 6 березня 2022, Гавришівка, Україна) — український військовик, майор, начальник рятувальної парашутно-десантної групи спеціального призначення 43-го центру управління пошуково-рятувального забезпечення польотів авіації Збройних сил України. Загинув під час російсько-української війни (2022).

## Життєпис
Іраклій Ковалевський народився в Донецьку. Після закінчення школи 2007 року вступив до Донецького ліцею з посиленою військово–фізичною підготовкою. 2009 року пішов навчатися до Академії Сухопутних військ ім. гетьмана Петра Сагайдачного.
2013 року був направлений для проходження військової служби до військової частини А0669 міста Керч. З 21 червня 2013 по 18 березня 2015 ніс службу на посаді начальника розвідки, був командиром розвідувального взводу військової частини А0669.
З 18 березня 2015 по 29 грудня 2016 — командир десантно–штурмової роти та командир роти морської піхоти військової частини А1965.
З 29 грудня 2016 по 21 червня 2018 обіймав посаду заступника командира батальйону з повітряно–десантної підготовки — начальника відділення парашутно–десантної служби.
Учасник міжнародних військових навчань за участі ЗСУ, зокрема Noble Partner-2017 в Грузії, а також спільних навчань з силами НАТО в Румунії та Італії.
Під час російсько-української війни був начальником рятувальної парашутно-десантної групи спеціального призначення військової частини А1134 у Вінниці.
Загинув унаслідок ракетної атаки з боку РФ на вінницький аеропорт у Гавришівці.

## Відзнаки та нагороди
- Нагрудний знак «За військову доблесть»
- Відзнака Президента України «За участь в антитерористичній операції»
- Нагрудний знак «Учасник АТО»
- Медаль «15 років сумлінної служби»
- Медаль «10 років сумлінної служби»

## Вшанування пам'яті
- На його честь перейменовано вулицю Жовтневу у селищі Літин.[4]